# Record São Paulo
Record São Paulo é uma emissora de televisão brasileira sediada na cidade de São Paulo, capital do estado homônimo. Opera no canal 7 (20 UHF digital) e é uma emissora própria e matriz da Record. Pertence ao Grupo Record, sendo co-geradora da rede juntamente com a Record Rio, e sua área de cobertura abrange a Grande São Paulo. Seus estúdios localizam-se no Teatro Dermeval Gonçalves, na Barra Funda, e sua antena de transmissão, a Torre Grande Avenida, está no alto do Edifício Grande Avenida, no Espigão da Paulista.

## História
A TV Record foi inaugurada às 20h53 do dia 27 de setembro de 1953 pelo advogado e empresário Paulo Machado de Carvalho, operando no canal 7 VHF. Inicialmente, cobrindo apenas a capital paulista, a Record iniciou sua primeira tentativa de se expandir nacionalmente a partir de 1959, quando, em conjunto com a extinta TV Rio, liderou a Rede das Emissoras Unidas e, posteriormente, a Rede de Emissoras Independentes. Em 1975, chegou a ter um acordo com a TV Rio para a formação do Sistema Brasileiro de Comunicação. Dentre as atrações estavam programas como Buzina do Chacrinha e Essa Gente Inocente.
Em 1972, o empresário e apresentador Silvio Santos buscava uma concessão de televisão. Vendo a oportunidade de ser sócio da TV Record, ele se interessou em comprar 50% das ações da emissora. Entretanto, ele ainda era contratado da Globo. Dermerval Gonçalves, empresário e amigo próximo de Silvio, procurou o também empresário Joaquim Cintra Godinho, para que pudesse emprestar o nome na compra das ações da TV Record até que Silvio encerrasse o vínculo com a Globo. O negócio foi feito, e Cintra Godinho manteve esse segredo até o último instante. Em 1976, Silvio formalizou a aquisição de sua parte na emissora após o término de seu contrato com a Globo, ficando os outros 50% da Record nas mãos de Paulo Machado de Carvalho.
Desde 1976, a emissora passou a ser referida como a cabeça da Rede Record. Em 1979, a Record de São Paulo inaugurou sua mais nova torre. Silvio, na época, anunciou a intenção de formar uma nova rede de TV, junto com a TVS Rio de Janeiro, as emissoras da Record no interior paulista e as emissoras independentes pelo Brasil. O nome Sistema Brasileiro de Televisão apareceu em 1980 para citar a rede formada por TVS, Record e as 21 emissoras que exibem o Programa Silvio Santos. Em 1981, Silvio conseguiu seu canal próprio em São Paulo.
No dia 9 de novembro de 1989, a Record foi adquirida por US$ 45 milhões pelo empresário e líder da Igreja Universal do Reino de Deus, Edir Macedo. Após a compra, a emissora passou a estruturar sua própria rede nacional de televisão.
Em 3 de março de 1995, a Record compra da TV Jovem Pan seu espaço utilizado como sede no bairro Barra Funda e parte de seus equipamentos por US$ 30 milhões, deixando assim o Teatro Paulo Machado de Carvalho, no bairro Indianópolis.
Na manhã do dia 10 de fevereiro de 2010, por volta das 7h20, ocorreu a queda do helicóptero da emissora (denominado de Águia Dourada), que sofreu uma pane no rotor de cauda e caiu numa área do Jockey Club de São Paulo. O piloto do helicóptero, Rafael Delgado Sobrinho, morreu na hora da queda e o cinegrafista Alexandre Silva de Moura (mais conhecido pelos colegas como "Borracha") foi levado em estado grave para o hospital. A aeronave havia acabado de registrar imagens de um assalto que tinha ocorrido no bairro do Morumbi, na zona sul da capital, exibido no jornalístico SP no Ar, que depois da volta do comercial relatou o acidente que aconteceu enquanto a emissora estava no intervalo. Antes da queda, piloto havia se comunicado com o piloto do Globocop (helicóptero da Rede Globo), que também havia feito a cobertura do assalto. O Globocop, logo após o contato com o Águia, filmou o mesmo caindo sobre o terreno do Jóquei e pousou no local para socorrer as vítimas. Em nota, a Record lamentou o incidente e diz que a maior preocupação agora é confortar as famílias das duas vítimas. Também em nota, a emissora informou que está empenhada com as autoridades para descobrir as causas do acidente.
Para marcar um reposicionamento da marca, a Record, na noite do dia 24 de novembro de 2016, durante a exibição do Jornal da Record, apresentou ao público sua nova identidade visual. O telejornal exibiu uma reportagem sobre a mudança da marca e do slogan da emissora, que passa a ser "Reinventar é a nossa marca". O nome da emissora também foi alterado para RecordTV. A mudança ocorreu em todas as emissoras próprias da rede.
Em 16 de setembro de 2019, Reinaldo Gottino apresentou pela última vez o Balanço Geral SP, após fechar com a CNN Brasil e comunicar a Record que não renovaria seu contrato, previsto para expirar ao fim do mês. Com isso, Luiz Bacci passou a apresentar interinamente o jornalístico, até a Record definir o substituto de Gottino. Seu lugar no Cidade Alerta passou a ser temporariamente de Bruno de Abreu, que por sua vez, teve seu lugar no Balanço Geral Manhã ocupado por Matheus Furlan. Posteriormente, a emissora anunciou o retorno de Geraldo Luís ao programa após cinco anos, o que ocorreu em 30 de setembro.
Em 29 de outubro, André Azeredo é afastado da apresentação do SP no Ar após a emissora decidir destacá-lo para reportagens especiais e a apresentação eventual de outros programas. Em seu lugar, foi colocado Bruno de Abreu, que já fazia o Balanço Geral Manhã. Em 15 de novembro, frente a concorrência com o Primeiro Impacto do SBT, que vinha emplacando sucessivas vitórias contra os seus noticiários matinais, a RecordTV São Paulo optou por extinguir o SP no Ar e migrar a sua equipe para o Balanço Geral Manhã, que a partir de 18 de novembro teve a duração estendida e passou a ter 3 horas e 45 minutos, incluindo o bloco em rede entre 5h-6h30. Ao mesmo tempo, o programa passa a ser apresentado por Celso Zucatelli, que retorna a emissora após cinco anos, enquanto Bruno de Abreu passa a ser coapresentador e Mariana Bispo passa a fazer a previsão do tempo.
Em 29 de maio de 2020, a Record anuncia a recontratação do jornalista Reinaldo Gottino, que estava na CNN Brasil há oito meses, para voltar a apresentar o Balanço Geral SP. Gottino reestreou no programa em 8 de junho. Em 8 de setembro, Celso Zucatelli, que há alguns meses vinha participando com comentários no Fala Brasil foi definitivamente promovido à âncora do telejornal, deixando a apresentação do Balanço Geral Manhã para Bruno de Abreu. Com isso, tanto a versão nacional quanto a local do programa passaram a ser feitas pelo apresentador. Em 7 de junho de 2021, Geraldo Luís reassumiu o comando do Balanço Geral em sua edição matinal, passando a apresentar o programa no segmento entre 7h-8h30, enquanto Bruno de Abreu ficou apenas no segmento entre 5h-7h.
As alterações promovidas no programa, no entanto, não rendem resultados na audiência, e três meses depois, a emissora resolve dispensar Bruno de Abreu e contratar Eleandro Passaia, vindo da TV Iguaçu de Curitiba, Paraná, que assumiu o primeiro segmento do Balanço Geral Manhã em 20 de setembro. Em 14 de março de 2022, a emissora decide remanejar Geraldo Luís para o rodízio de apresentadores da edição de sábado do Balanço Geral, deixando Passaia na apresentação integral do programa.

## Prêmios
Prêmio Vladimir Herzog
| Ano  | Categoria                           | Obra                                       | Autor | Resultado | Ref.   |
| ---- | ----------------------------------- | ------------------------------------------ | --- | --------- | ------ |
| 2015 | Menção Honrosa por Vídeo            | "Estrada da fome"                          | Daniel Mota | Venceu    | [ 24 ] |
| 2016 | Menção Honrosa por Reportagem de TV | "Rota da Castanha: Exploração Sem Limites" | Daniel Mota | Venceu    | [ 25 ] |
| 2017 | Menção Honrosa por Vídeo            | "O inferno de Lidiany"                     | Gabriela Pimentel, Domingos Meirelles, Heleine Heringer, Natália Fiorentino                                                                   | Venceu    | [ 26 ] |
| 2018 | Menção Honrosa por Vídeo            | "O Mapa da Fome no Brasil"                 | Daniel Mota e equipe: Fabiana Lopes, Tiago Américo, Weslley Sale, Leopoldo Moraes, Mayolly Senna, Gustavo Costa, Rafael Gomide e Pablo Toledo | Venceu    | [ 27 ] |